# Gasca
Gasca es una localidad del estado mexicano de Guanajuato. Es parte del municipio de Celaya.

## Demografía
| Gráfica de evolución demográfica |
|                                  |

| Censo | Población |
| ----- | --------- |
| 1910  | 110       |
| 1921  | 90        |
| 1930  | 139       |
| 1940  | 165       |
| 1950  | 159       |
| 1960  | 283       |
| 1970  | 543       |
| 1980  | 595       |
| 1990  | 1 237     |
| 2000  | 1 501     |
| 2010  | 1 843     |
| 2020  | 2 254     |